# Université Stanford
La Leland Stanford Junior University, plus connue sous le nom d'université Stanford, est une université américaine privée, située dans la Silicon Valley au sud de San Francisco.
Sa devise est « Die Luft der Freiheit weht » qui signifie en allemand « Le vent de la liberté souffle ».
Arrivant parmi les premières universités au monde dans la plupart des classements internationaux, elle jouit d'un grand prestige.
La communauté de Stanford compte 21 lauréats du prix Nobel.

## Historique

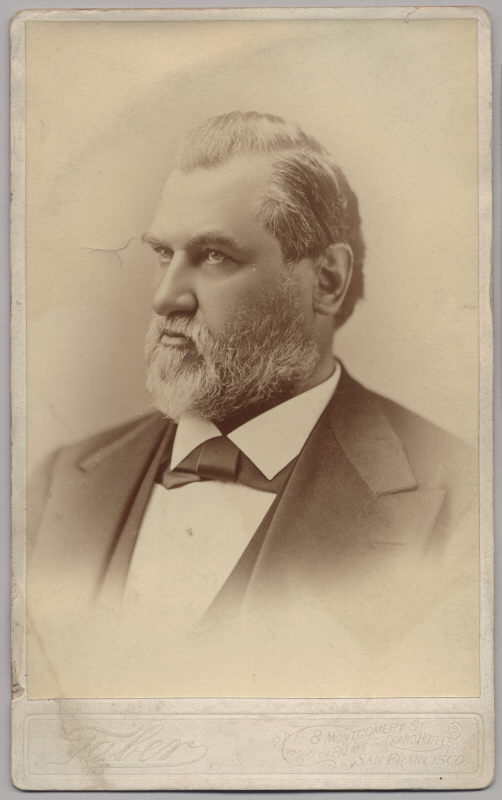
Leland Stanford.

L'université est fondée à la fin du XIXe siècle par le sénateur et ancien gouverneur de Californie Leland Stanford et sa femme, Jane Stanford. Elle doit son nom à leur enfant unique, Leland Stanford Junior, mort de la typhoïde en 1884.
Le campus est parfois surnommé « The Farm » car il a été construit sur l'ancienne ferme des Stanford. L'acte de fondation est daté du 11 novembre 1885 et l'université ouvre officiellement ses portes le 1er octobre 1891 à 559 étudiants en tant qu'établissement mixte.
Le séisme de 1906 à San Francisco détruit des parties du « Main Quad » (Main quadrangle, le cœur de l'université, partie la plus ancienne), la bibliothèque et la Stanford Memorial Church, ainsi que le portail qui marquait l'entrée de l'université. Les bâtiments sont rapidement rénovés mais certains ne retrouvent pas leur aspect d'origine, comme l'église, dont le clocher n'est pas reconstruit. Le séisme de Loma Prieta en 1989 inflige de nouveaux dégâts au campus.
L'université a contribué à l'élaboration d'Internet.

## Campus
L'université s'étend sur 32 km2. Son principal campus est bordé par El Camino Real, Stanford Avenue, Junipero Serra Boulevard et Sand Hill Road, dans la région nord-ouest de la vallée de Santa Clara, dans la péninsule de San Francisco.

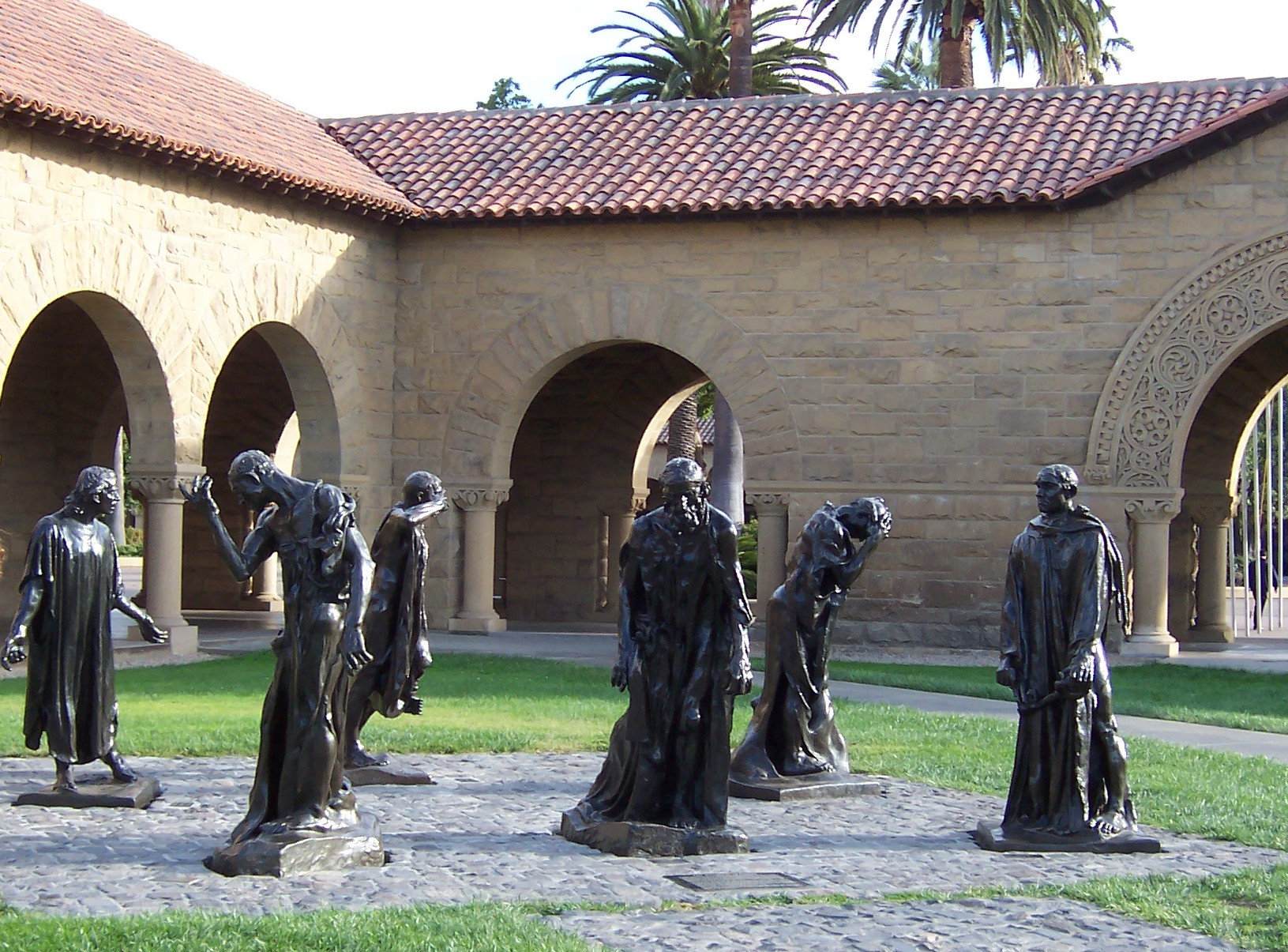
Les Bourgeois de Calais, Auguste Rodin.
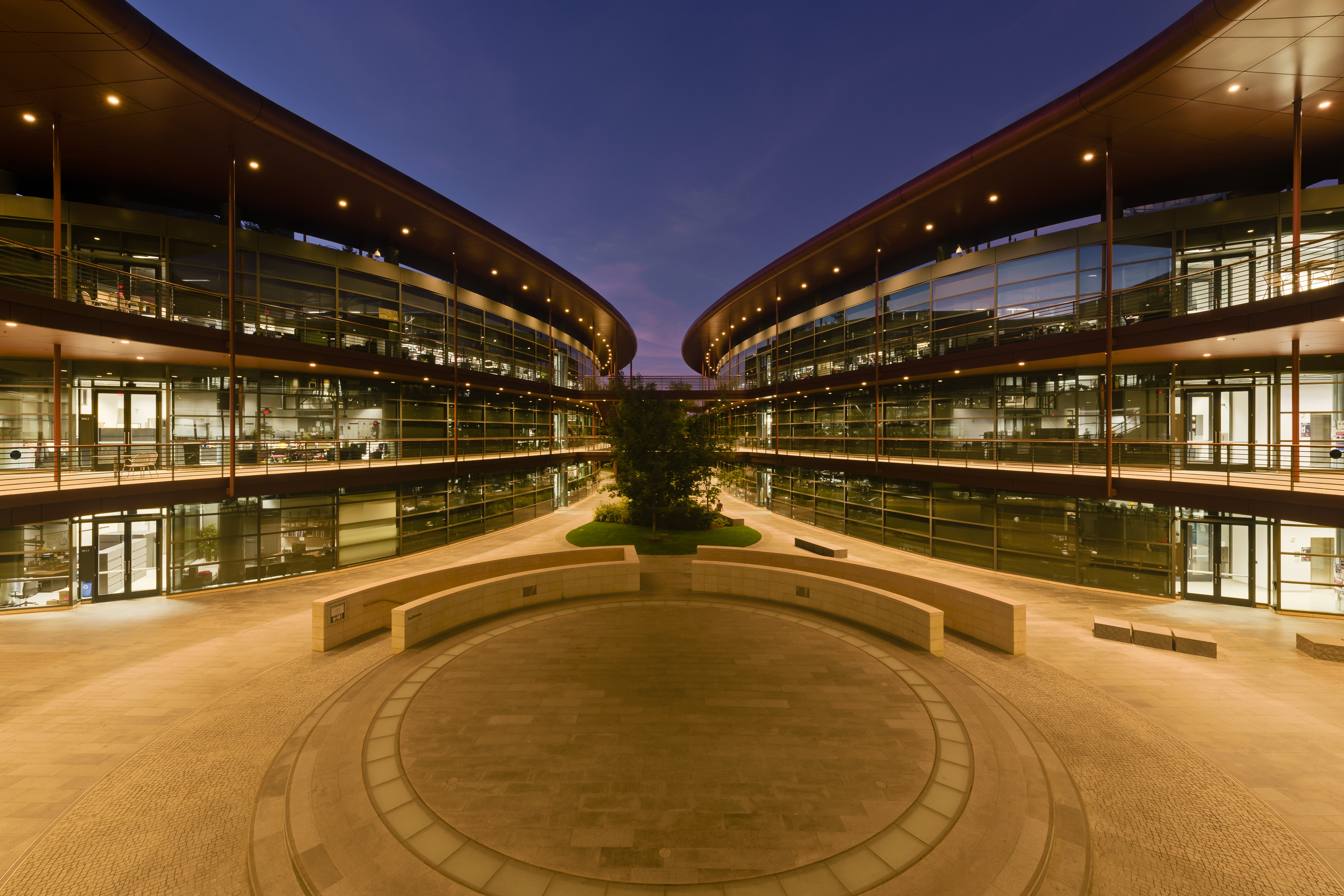
Le James H. Clark Center (en), pour la recherche biomédicale, à l'université Stanford. Octobre 2019.
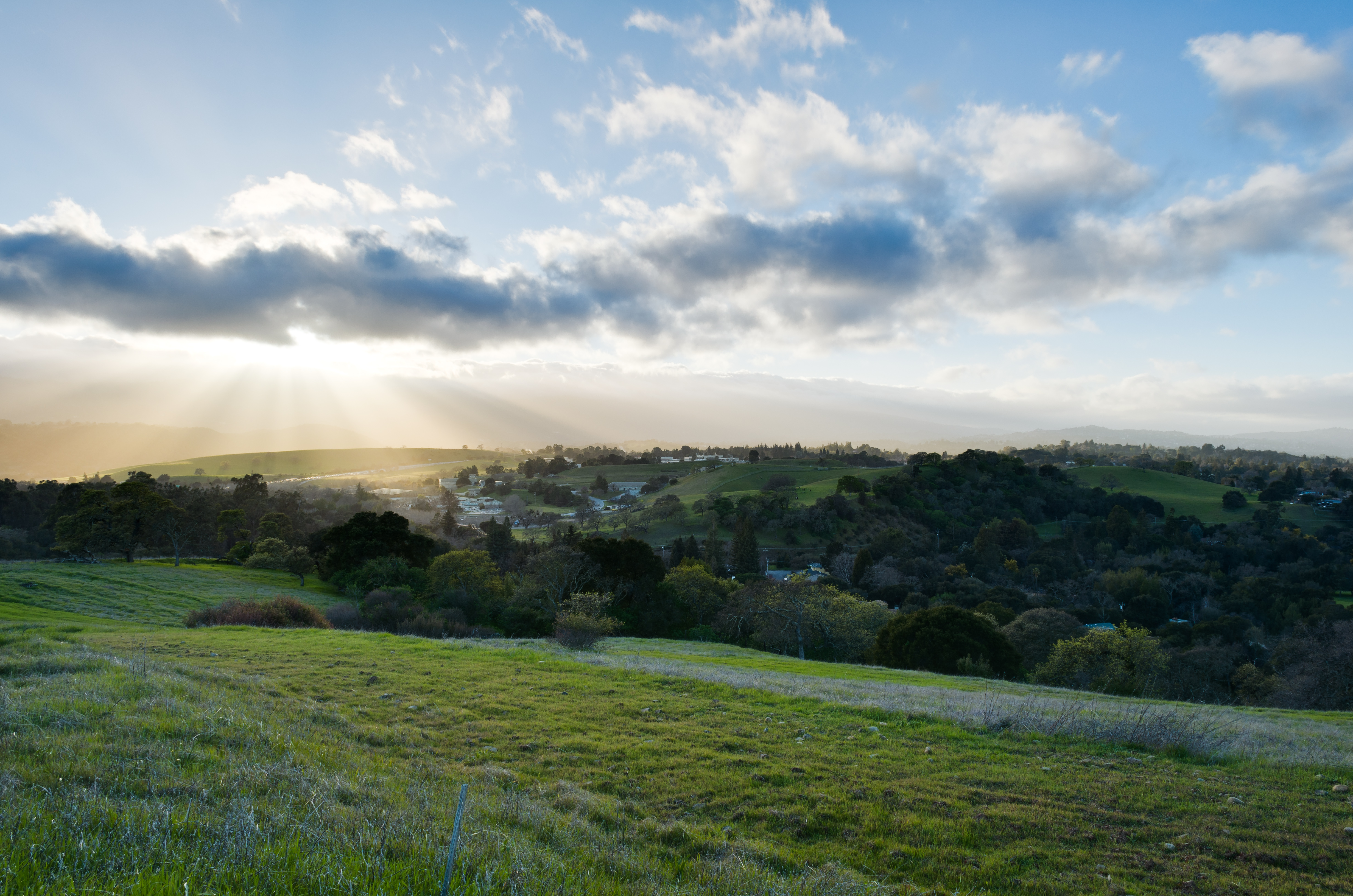
La campagne près de l'antenne radio du Stanford Dish (en) dans le campus. Mars 2013.

Le premier campus est construit à partir de 1886 avec l'aide de Frederick Law Olmsted et de Francis Amasa Walker qui choisit un style romanesque richardsonien mélangé au Mission Revival. Ce premier campus est largement détruit par le séisme de 1906.
L'université comprend également un second campus, Jasper Ridge Biological Preserve, un terrain de 5 km2 situé à Portola Valley, et la Hopkins Marine Station située à Pacific Grove.
Les principaux édifices du campus principal sont le Main Quad et Memorial Church, le Cantor Center for Visual Arts et art gallery, le Stanford Mausoleum et le Angel of Grief, Hoover Tower, le Rodin sculpture garden, le Papua New Guinea Sculpture Garden, le Arizona Cactus Garden, le Stanford University Arboretum, la Green Library et the Dish. La Hanna-Honeycomb House de Frank Lloyd Wright (1937) et la Lou Henry and Herbert Hoover House (1919) sont toutes deux des National Historic Landmarks.
Durant l'été, des camps d'été éducatifs, appelés SuperCamp, y sont organisés.

### Stanford Memorial Church

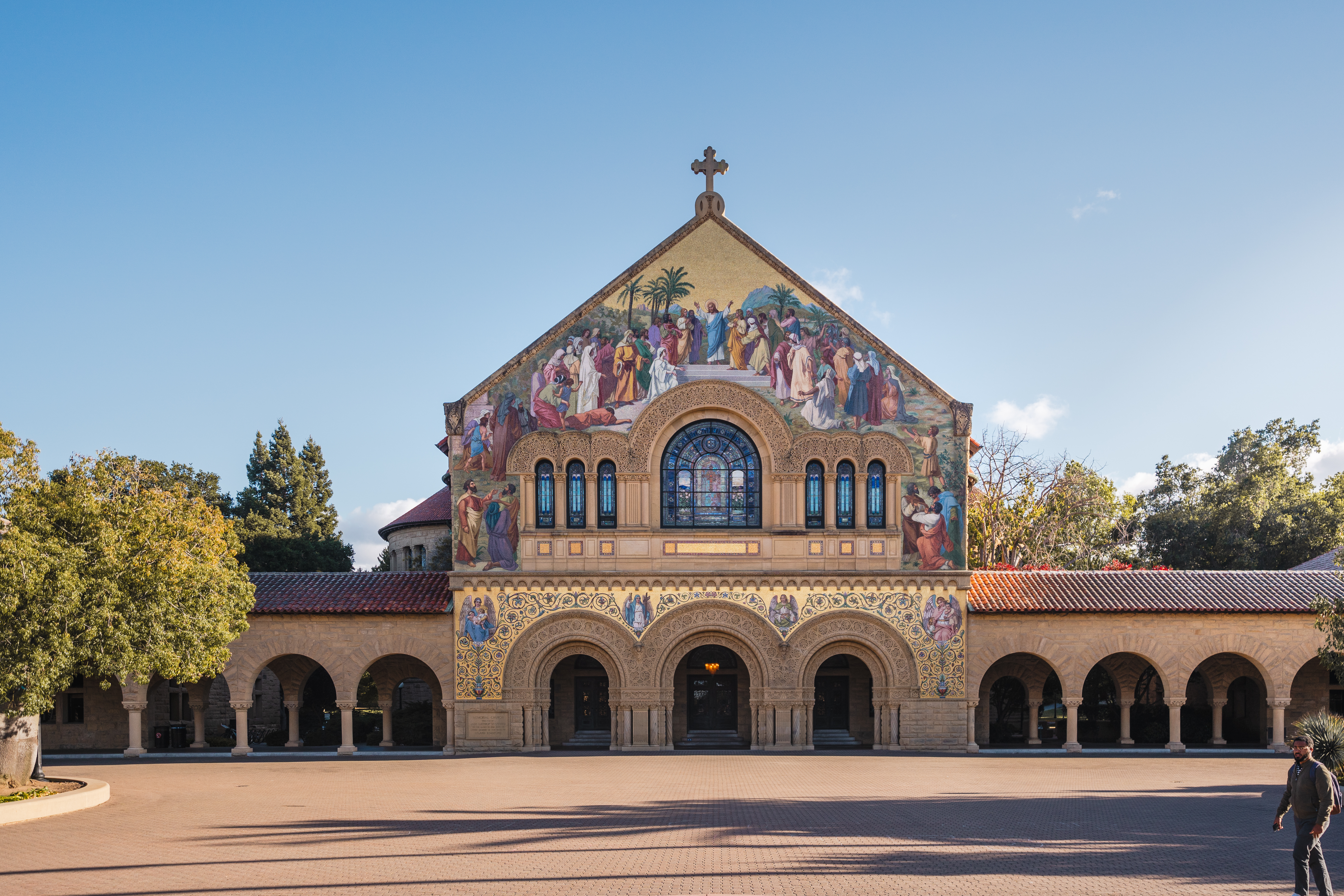
Façade de l'église.

Située au milieu du campus, la Stanford Memorial Church (aussi connue sous le nom de « MemChu ») a été construite à la demande de Jane Stanford à la mémoire de son mari Leland Stanford, au début des années 1900, en grès rose, dans un style romano-byzantin. L'église n'est pas vouée à un culte particulier, mais les services quotidiens et du dimanche sont généralement protestants. Des messes catholiques ont également lieu. 
Cet édifice est également connu pour avoir été le théâtre du meurtre d'Arlis Perry en 1974.

### Hoover Tower

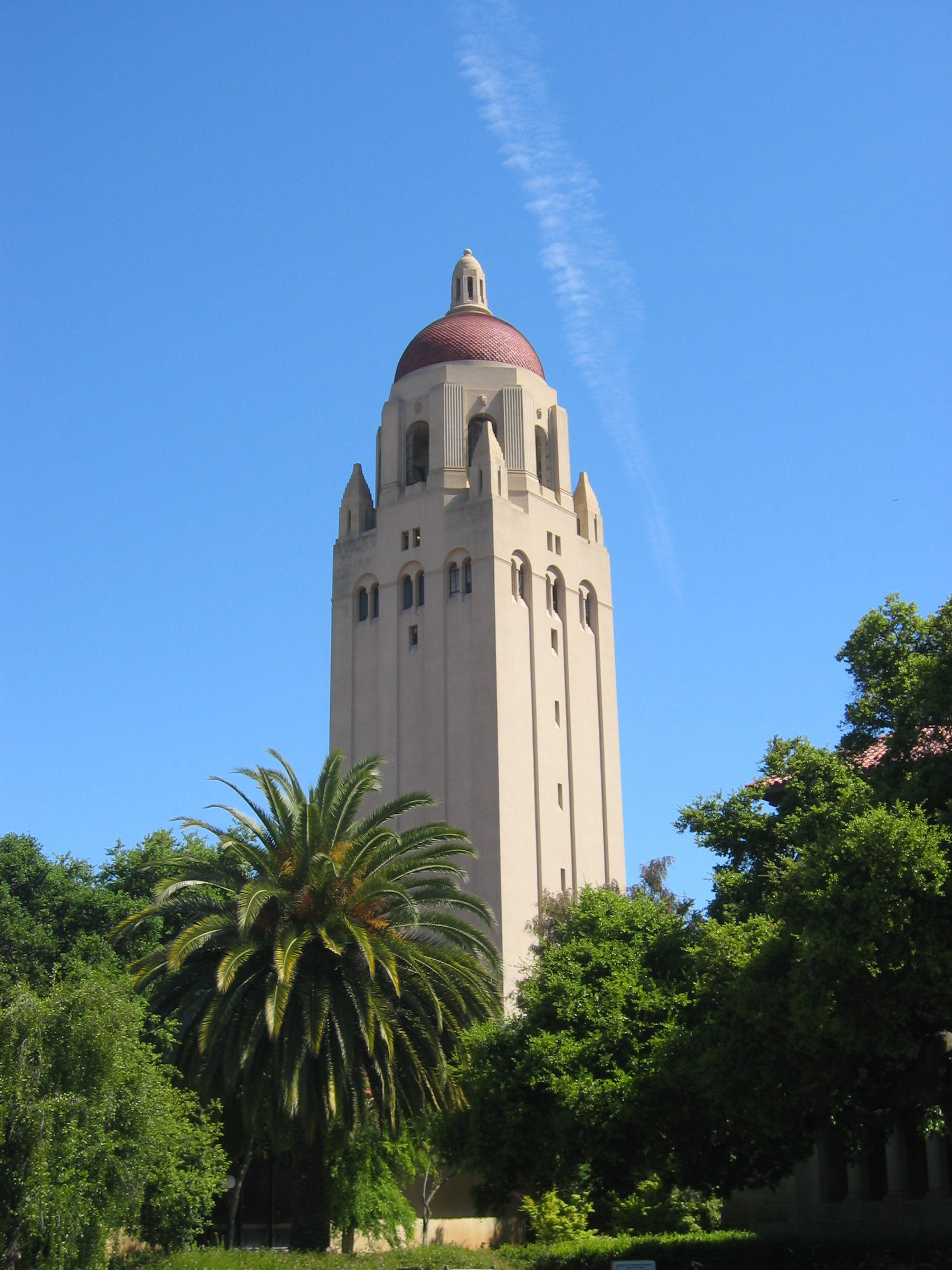
Hoover Tower.

La Hoover Tower, appelée « HooTow » par les étudiants, est une tour d'environ 86 mètres située dans le campus. Elle fait partie de la Hoover Institution, un centre de recherche fondé par l'ancien président des États-Unis Herbert Hoover sous le nom de « Hoover Institution on War, Revolution and Peace ». Achevée en 1941, l'année du 50e anniversaire de l'université, la tour possède un carillon de 48 cloches. Ses neuf premiers étages sont dédiés à des rayonnages de bibliothèque et ses trois derniers étages à des bureaux. Une plateforme d'observation panoramique se trouve au quatorzième étage, à 76 mètres au-dessus du sol, et offre une vue sur tout le campus et la région environnante. La bibliothèque abrite des documents d'un intérêt exceptionnel : des collections complètes de journaux de la Révolution française (Le Père Duchesne, Le Vieux Cordelier), des ordres du jour de Mao Zedong pendant la Longue Marche, ainsi qu'un des exemplaires originaux du traité de Versailles de 1919. Le centre de recherches, en particulier du fait de l'intérêt qu'il a porté depuis 1945 aux phénomènes révolutionnaires (et, par voie de conséquence, à la recherche sur les techniques de contre-révolution), a acquis, notamment à l'époque de la guerre du Viêt Nam, la réputation d'être une « officine réactionnaire », dénoncée lors des manifestations qui se sont déroulées sur le campus à la fin des années 1960 et au début des années 1970.[réf. souhaitée]

### Bibliothèques

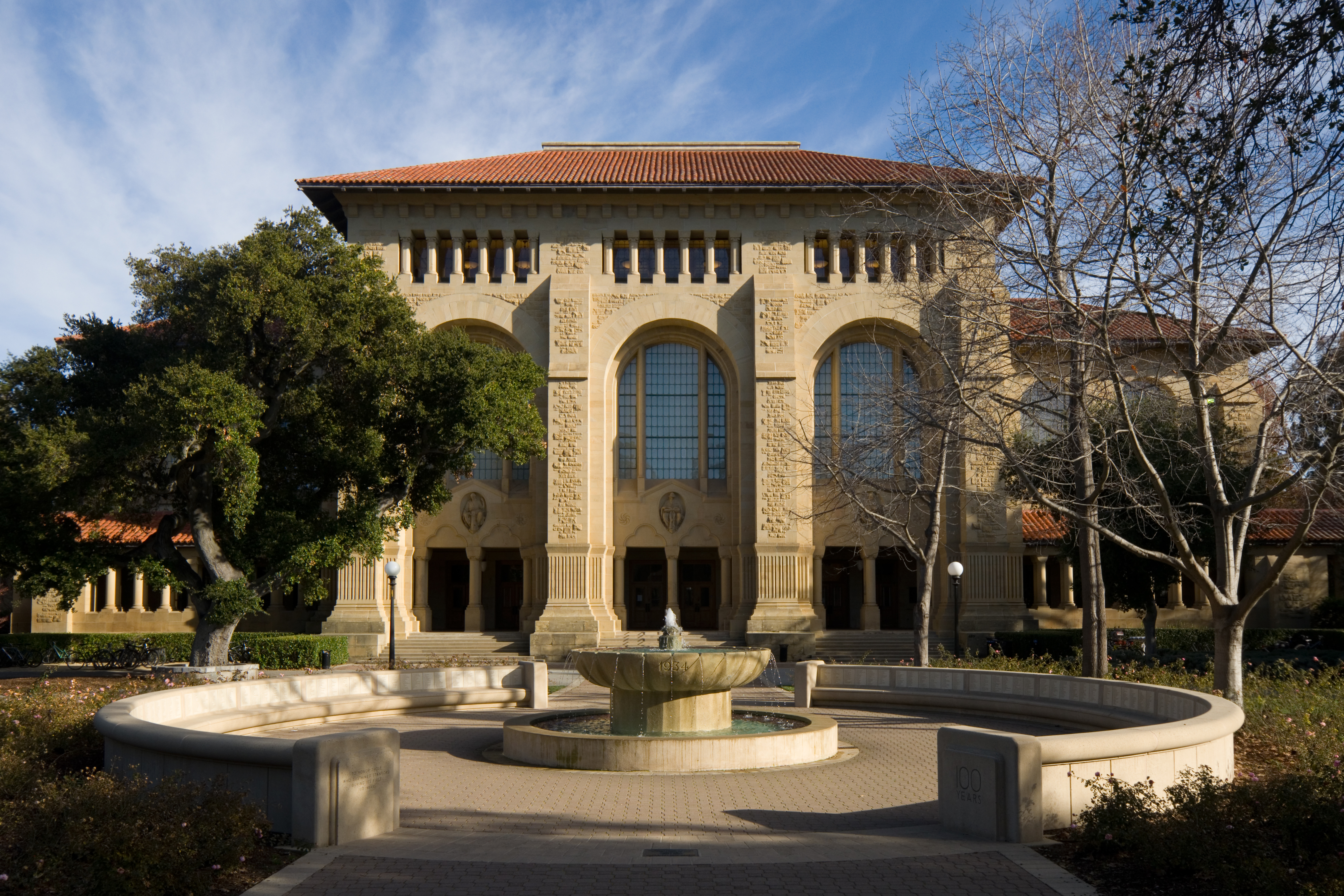
La Cecil Howard Green Library.

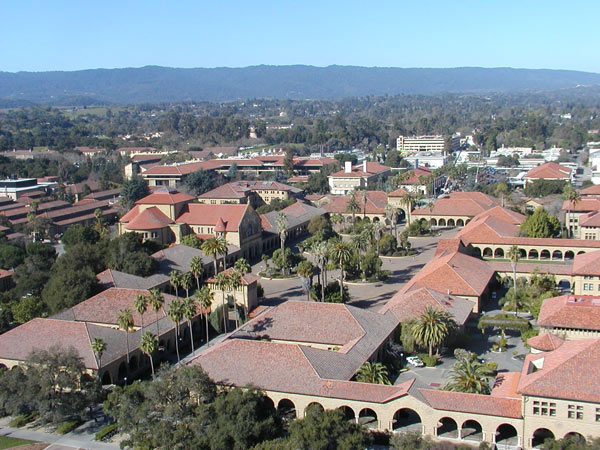
Vue du campus.

La Cecil Howard Green Library est la bibliothèque principale du campus. Elle fait partie des Stanford University Libraries and Academic Information Resources (SULAIR). Il s'y trouve plus de deux millions de volumes, dont la plupart concernent les humanités et les sciences sociales. Construite dans les années 1910, dotée d'une annexe en 1980, elle est nommée en l'honneur du géophysicien Cecil Howard Green qui a contribué à sa construction. Elle rend aussi hommage à Peter Bing qui a permis la rénovation de l'édifice après le séisme de 1989 à Loma Prieta.
Au total, les dix-neuf bibliothèques de l'université possèdent une collection de plus de huit millions d'ouvrages.

### Parcs

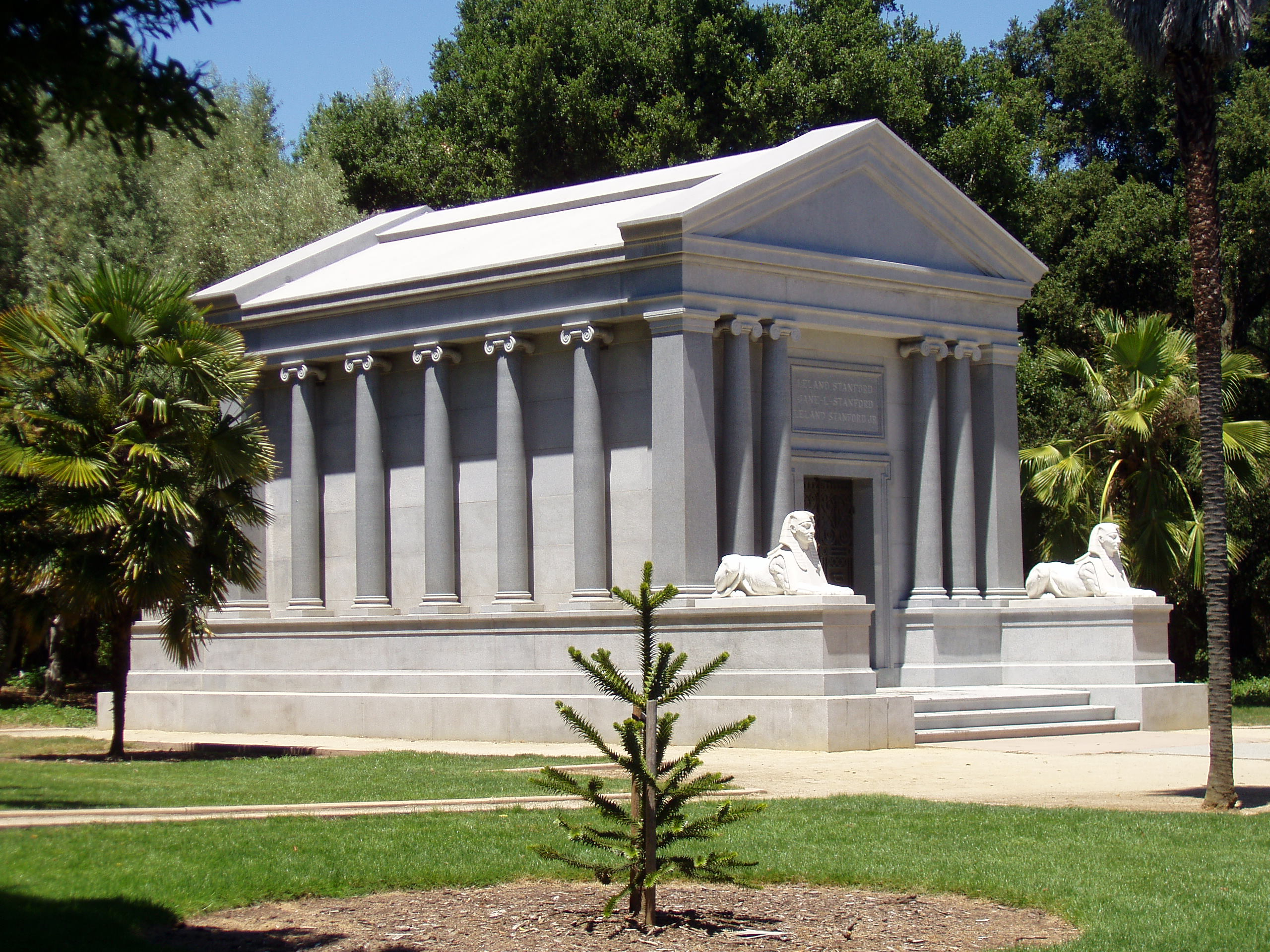
Le mausolée de Stanford.

L'arboretum de l'université abrite plus de 350 espèces de plantes, dont des eucalyptus, des Washingtonia filifera, des dattiers des Canaries, des Quercus agrifolia, des cèdres de l'Himalaya, sapins de Sainte-Lucie. Il comprend également le Arizona Cactus Garden, un jardin botanique spécialisé dans les cactus et les plantes succulentes. Il a été planté à l'origine entre 1880 et 1883 par les Stanford et organisé par l'architecte paysagiste Rudolph Ulrich. On peut y trouver des arbres de jade et des aloès.
Situé dans cet ensemble, au nord-est du campus, le mausolée de Stanford abrite les sépultures de Leland Stanford et ses parents Leland et Jane. À l'origine, les Stanford désirent construire sur le site une résidence, mais ils changent d'avis après le décès de leur fils et font ériger le mausolée actuel, ainsi qu'un mémorial, lequel est une copie de 1908 de la statue de 1894 du sculpteur américain William Wetmore Story, Angel of Grief; dédié au frère de Jane, Henry Clay Lathrop.

### Musée d'art

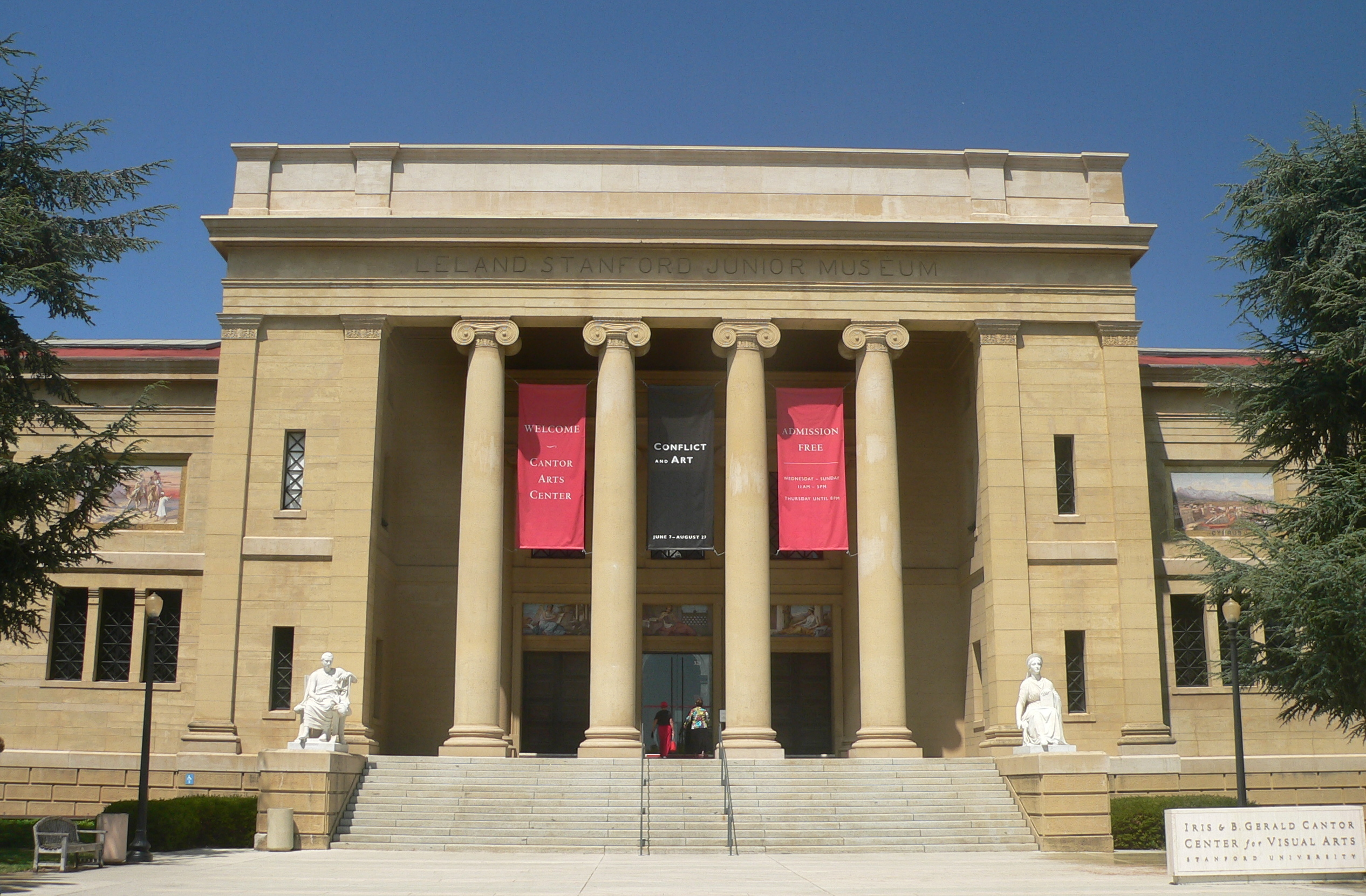
Le musée Iris & B. Gerald Cantor Center for Visual Arts.

- Iris & B. Gerald Cantor Center for Visual Arts

## Vie étudiante

### Sport
L'université est représentée par le Cardinal de Stanford dans les compétitions interuniversitaires.

## Classement
En 2022 elle est à la deuxième place mondiale du classement de Shanghai, à la troisième du QS et du U.S. News et à la quatrième du Times.
En 2015, Stanford est devenue l’université la plus sélective des États-Unis, devant Harvard, avec 5 % seulement d’admis.

## Innovations et découvertes
Plusieurs grandes entreprises ont été fondées par des étudiants et professeurs de Stanford :
- Hewlett-Packard, 1939, cofondateurs William Hewlett (B.S., Ph.D.) et David Packard (M.S.).
- Silicon Graphics, 1981, cofondateurs James H. Clark (professeur associé) et plusieurs de ses étudiants diplômés.
- Sun Microsystems, 1982, cofondateurs Vinod Khosla (M.B.A.), Andy Bechtolsheim (Ph.D.) et Scott McNealy (M.B.A.).
- Electronic Arts, 1982, fondateur Trip Hawkins (M.B.A.), est l'une des plus grandes sociétés commercialisant des jeux vidéo.
- Cisco Systems, 1984, cofondateurs Leonard Bosack (M.S.) et Sandy Lerner (M.S.).
- Yahoo!, 1994, cofondateurs Jerry Yang (B.S., M.S.) et David Filo (M.S.).
- Google, 1998, cofondateurs Larry Page (M.S.) et Sergey Brin (M.S.).
- LinkedIn, 2002, cofondateurs Reid Hoffman (B.S.), Konstantin Guericke (B.S., M.S.), Eric Lee (B.S.), et Alan Liu (B.S.).
- Instagram, 2010, cofondateurs Kevin Systrom (B.S.) et Mike Krieger (B.S.).
- Snapchat, 2011, cofondateurs Evan Spiegel et Bobby Murphy (B.S.).
- Coursera, 2012, cofondateurs Andrew Ng (professeur associé) et Daphne Koller (professeur, Ph.D.).

Le professeur Vijay S. Pande y dirige Folding@home, un projet de calcul distribué à l'échelle mondiale portant sur la recherche sur le repliement des protéines.

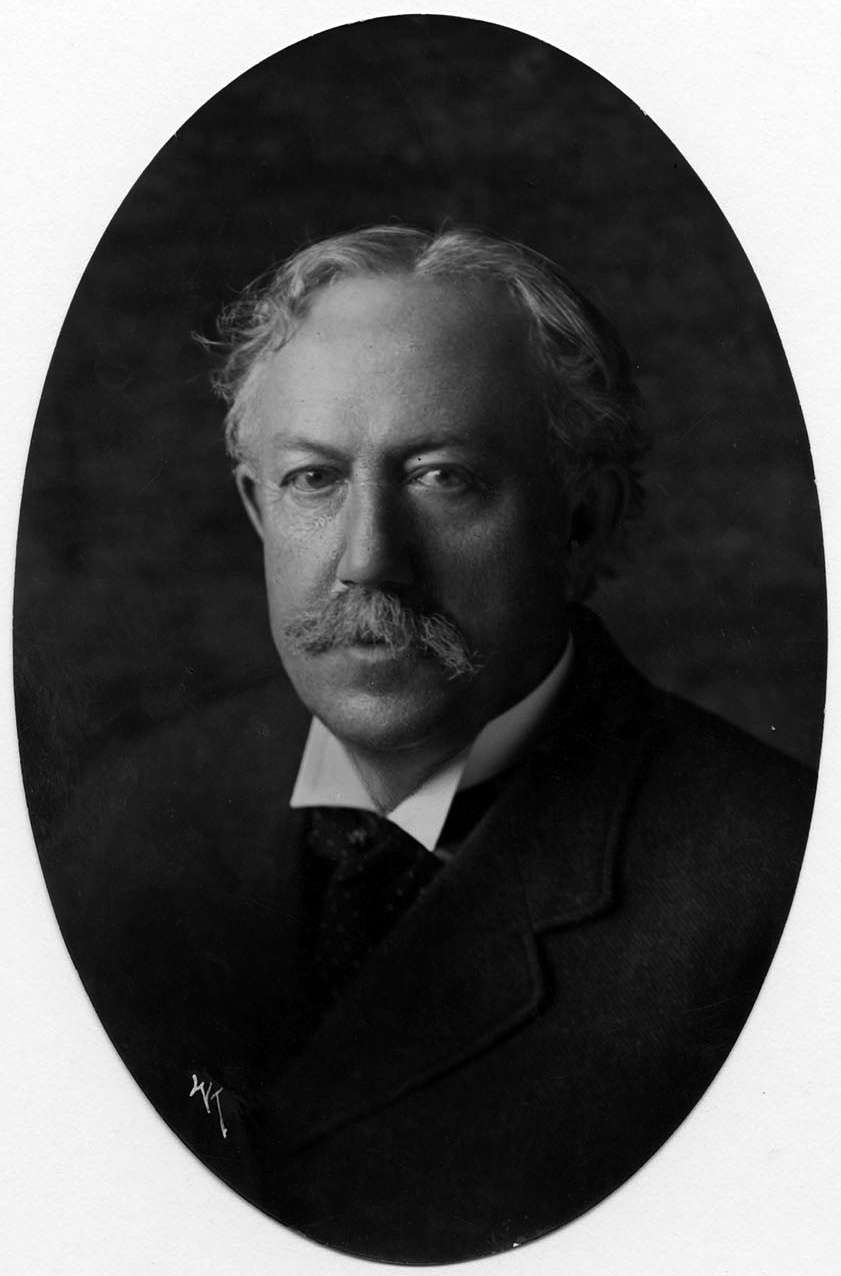
David Starr Jordan, premier président de Stanford.

## Personnalités liées à l'université

### Présidents
1. David Starr Jordan (1891–1913)
2. John Casper Branner (1913–1915)
3. Ray Lyman Wilbur (1916–1943)
4. Donald Bertrand Tresidder (1943–1948)
5. J. E. Wallace Sterling (1949–1968)
6. Kenneth Sanborn Pitzer (1968–1970)
7. Richard Wall Lyman (1970–1980)
8. Donald Kennedy (1980–1992)
9. Gerhard Casper (1992–2000)
10. John L. Hennessy (2000–2016)
11. Marc Tessier-Lavigne (2016–2023)
12. Richard Saller (2023-2024)
13. Jonathan Levin (2024- )

### Professeurs
- Jane Hirshfield, professeure de création littéraire
- Donald Knuth, professeur émérite de l'« art de programmer »
- Moses Abramovitz, professeur d'économie
- Masahiko Aoki, professeur d'économie
- Stephen Krasner, professeur de sciences politiques
- Amos Tversky, professeur de psychologie
- Carol S. Dweck, professeure de psychologie
- Lee Ross, professeur de psychologie
- Philip Zimbardo, professeur de psychologie
- Albert Bandura, professeur de psychologie
- Condoleezza Rice, professeure de sciences politiques
- Paul Romer, professeur d'économie et économétrie
- Jean-Pierre Dupuy, professeur de philosophie
- Michel Serres, professeur d'histoire des sciences[10]
- René Girard, professeur de littérature comparée
- Jean-Marie Apostolidès, professeur de littérature française
- Alejandro Toledo
- Prince Moulay Hicham Al-Alaoui (cousin du roi du Maroc Mohamed VI), chercheur
- Élisabeth Mudimbe-Boyi, professeure de français et de littérature comparative
- Gabriel Almond, professeur de sciences politiques
- Cécile Alduy, professeure de littérature et chercheuse en sémiotique
- William Newsome, neuroscientifique.
- Adrienne Rich, poète, essayiste, théoricienne féministe et LGBT
- Marjorie Perloff, philosophe, critique d'art, essayiste et universitaire
- Jack Spicer, poète, activiste de la cause gay
- Yoseñio V. Lewis, militant pour les droits des personnes transgenres, éducateur et musicien
- Karen Seto, géographe américaine
- Eva Silverstein, physicienne de la théorie des cordes
- Virginia Thompson, politiste

### Étudiants

#### Entreprises
- Carly Fiorina, ancienne PDG de Hewlett-Packard
- William Hewlett et David Packard, fondateurs de Hewlett-Packard
- Sergey Brin et Larry Page, fondateurs de Google
- Salar Kamangar, ancien président de YouTube
- Reid Hoffman, fondateur de LinkedIn
- Reed Hastings, PDG de Netflix
- Mike Krieger, cofondateur d'Instagram
- Acha Leke, cofondateur de l'African Leadership Academy (en) (ALA), puis de l'African Leadership Network (en) (ALN)[11],[12]
- Jacqueline Novogratz, fondatrice et PDG d'Acumen
- Elon Musk, PDG de SpaceX et de Tesla
- Eleni Gabre-Madhin, fondatrice et présidente de la Bourse de marchandises d’Éthiopie

#### Politique, diplomatie
- Herbert Hoover, ancien président des États-Unis (1929-1933)
- Ehud Barak, ancien premier ministre d'Israël
- Alejandro Toledo, ancien président du Pérou
- William Perry, ancien Secrétaire américain à la Défense de Bill Clinton
- Warren Christopher, ancien Secrétaire d'État américain
- Leslye Obiora, femme politique nigériane
- Carla Anderson Hills, ancienne Secrétaire au Logement américaine
- Yukio Hatoyama, ancien premier ministre du Japon (2009-2010)
- Le roi Philippe de Belgique[13]
- Rishi Sunak, premier ministre du Royaume-Uni de 2022 à 2024
- Harry William Moors (Afoafouvale Misimoa), homme politique et diplomate samoan

#### Arts et littérature
- John Steinbeck, écrivain américain.
- Michael Cunningham, écrivain américain.
- Richard Zimler, écrivain américain.
- Fanny Howe, poète, essayiste, nouvelliste, romancière et professeure d'université américaine.
- Linda Gregerson, poète, essayiste et professeure d'université américaine.
- Timothy Yu, poète et universitaire.
- Stephanie Syjuco, artiste conceptuelle et éducatrice.
- Gil Fronsdal, écrivain et enseignant bouddhiste.
- Gothataone Moeng, écrivaine botswanaise.

#### Sport
- Cameron Brink, joueuse de basket-ball, deuxième choix de la draft 2024 de la WNBA
- Bob Bryan et Mike Bryan, champions de tennis
- Tierna Davidson, joueuse de football, défenseur, championne du monde en 2019.
- John Elway, joueur de football américain, quarterback, vainqueur du Super Bowl à deux reprises
- Zach Ertz, joueur de football américain, tight end, vainqueur du Super Bowl
- Julie Foudy, joueuse de football (soccer), championne de la Coupe du monde féminine de la FIFA en 1999
- Eileen Gu, skieuse acrobatique professionnel américano-chinoise. Triple championne aux Jeux olympiques d'hiver de 2022 à Beijing en Chine.
- Katie Ledecky, nageuse, championne olympique en 2012 (1 médaille d'or), 2016 (4 médailles d'or) et 2020/21 (2 médailles d'or)
- Brook Lopez et Robin Lopez, basketteurs américains
- Andrew Luck, joueur de football américain, quarterback, premier choix de la draft 2012 de NFL
- Catarina Macario, joueuse de football (soccer)
- Christian McCaffrey, joueur de football américain, running back pour les Panthers de la Caroline.
- John McEnroe, champion de tennis
- Harry William Moors, capitaine fondateur de l'équipe des Samoa de rugby à XV
- Daniel Naroditsky, GMI joueur d'échecs américain, 16e joueur américain et le 235e joueur mondial avec un classement Elo de 2 621 points.
- Nneka Ogwumike, joueuse de basket-ball, premier choix de la draft 2012 de la WNBA
- Chiney Ogwumike, joueuse de basket-ball, premier choix de la draft 2014 de la WNBA
- Kelley O'Hara, joueuse de football, attaquante, puis défenseur, vice-championne du monde en 2011 et championne olympique en 2012. Championne du monde en 2015 et 2019
- Christen Press, joueuse de football, attaquante, championne du monde en 2015 et 2019
- Richard Sherman, joueur de football américain, cornerback, vainqueur du Super Bowl 2013
- Kerri Walsh Jennings, championne olympique de beach-volley
- Tiger Woods, champion de golf
- Sophia Smith, joueuse de football, attaquante, championne olympique en 2024.

#### Sciences, techniques, ingénierie et mathématiques
- Marcian Hoff, inventeur du premier microprocesseur chez Intel
- Vinton Cerf, « père » de l'internet, coauteur du protocole TCP/IP
- Ray Dolby, fondateur de Dolby
- Eleni Diamanti, physicienne franco-grecque, spécialiste de physique quantique
- Sally Ride, première américaine dans l'espace
- Julie Hlavacek-Larrondo, astrophysicienne canadienne
- Donald Knuth, mathématicien
- Maria Van Kerkhove, épidémiologiste américaine

#### Justice et droit
- William Rehnquist, président de la Cour suprême des États-Unis de 1986 à 2005
- Sandra Day O'Connor, juge à la Cour suprême des États-Unis

#### Sciences sociales
- Chelsea Clinton
- Anna Tsing, anthropologue américaine
- Maya Rossin-Slater, économiste de la santé

#### Musique et cinéma
- Reese Witherspoon, actrice, productrice
- Sigourney Weaver, actrice
- David Chase, scénariste et réalisateur de la série Les Soprano
- Daniel Armand Lee (Tablo), rappeur, chanteur de hip-hop, membre du groupe sud-coréen Epik High